# Heimito von Doderer
Heimito von Doderer (Hadersdorf-Weidlingau, 5 settembre 1896 – Vienna, 23 dicembre 1966) è stato uno scrittore austriaco.
I suoi romanzi, come La scalinata (1951) e Demoni, pubblicato nel 1956 dopo una gestazione trentennale, presentano contemporaneamente un panorama storico e un'analisi spettrale della società austroungarica in declino, e mostrano come la profonda realtà di un destino personale o nazionale si possa manifestare in avvenimenti discontinui e apparentemente insignificanti.

## Biografia

### Famiglia

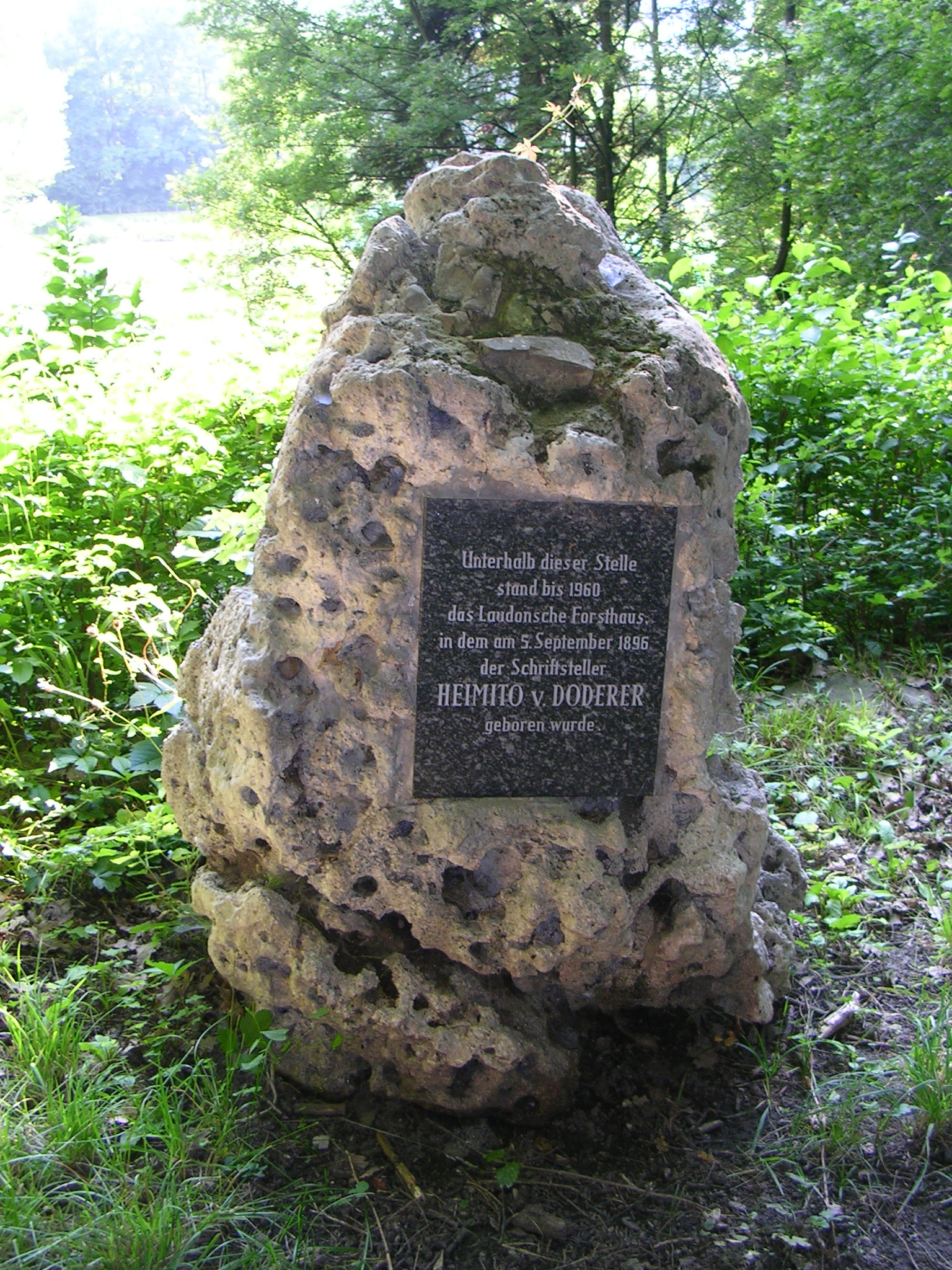
Monumento commemorativo nel luogo di nascita di Doderer

Heimito von Doderer nacque a Weidlingau, che dal 1938 fa parte del 14° distretto di Vienna, in una casetta forestale dove la sua famiglia alloggiava mentre il padre, l'architetto e ingegnere Wilhelm Carl Gustav Ritter von Doderer (Klosterbruck (Loucký klášter), Znaim 1854 - Vienna 1932) lavorava alla regolazione del fiume Vienna. La casetta non è stata conservata; oggi a contrassegnare il sito c'è un monumento commemorativo. Wilhelm Carl Doderer lavorò anche alla costruzione della ferrovia dei Tauri, del canale di Kiel e della rete di trasporti della metropolitana di Vienna. Anche suo fratello Richard (1876-1955) e suo padre Carl Wilhelm Christian Ritter von Doderer (Heilbronn 1825 - Vienna 1900) erano noti architetti e industriali. La moglie di Carl Wilhelm, Maria von Greisinger (1835-1914), era imparentata in linea materna con il poeta austriaco Nikolaus Lenau.
La madre di Doderer, nonché moglie di Wilhelm Carl, Louise Wilhelmine "Willy" von Hügel (1862-1946), era la figlia dell'affermato imprenditore edile tedesco Heinrich von Hügel (1828-1899), che aveva lavorato con il suo futuro marito a diversi progetti ferroviari. Sua sorella Charlotte aveva sposato Max Freiherr von Ferstel (1859-1936), figlio di Heinrich von Ferstel, architetto della Chiesa Votiva di Vienna (Votivkirche). Max von Ferstel aveva progettato la casa della famiglia Doderer nel quartiere viennese Landstraße.
Fino alla prima guerra mondiale la famiglia Doderer risultava tra le dinastie industriali più ricche dell'Austria-Ungheria. Heimito era il più giovane di sei figli. Il suo insolito nome era una tedeschizzazione del nome spagnolo Jaimito, un diminutivo di Jaime.
Poiché Louise Wilhelmine (Luisa Guglielmina) era protestante, anche i suoi figli furono battezzati con rito protestante, anche se crebbero in un ambiente fondamentalmente cattolico.

### Vita e lavoro
Heimito von Doderer trascorse gran parte della sua vita a Vienna, dove frequentò il liceo, con modesti risultati. Passò le sue estati nel rifugio della sua famiglia a Reichenau an der Rax. Da adolescente iniziò una relazione omosessuale con il suo tutore privato e fece esperienze bisessuali e sadomasochistiche come frequentatore abituale di bordelli.
Nel 1914 superò a malapena gli esami di maturità e intraprese gli studi di giurisprudenza all'Università di Vienna; nonostante ciò, ad aprile 1915 si arruolò nel Reggimento del Dragone n° 3 dell'esercito austro-ungarico e prestò servizio nella fanteria montata al fronte orientale in Galizia e in Bucovina. Il 12 luglio 1916, durante l'offensiva Brusilov, fu fatto prigioniero di guerra dall'Esercito Imperiale Russo nella zona di Tlumach.
Molto distante da casa, in un campo nell'Estremo Oriente Russo per gli ufficiali prigionieri di guerra a Krasnaja Rečka, vicino a Chabarovsk, decise di diventare un autore e iniziò a scrivere. Dopo il trattato di Brest-Litovsk fu rilasciato dal governo bolscevico, ma doveva fare ritorno in Austria attraversando la guerra civile russa. Bloccato in Samara, Doderer e i suoi commilitoni si volsero nuovamente verso est, trovando rifugio in un campo della Croce Rossa vicino a Krasnojarsk accudito da Elsa Brändström. Molti uomini erano morti di febbre tifoide durante gli scontri. Doderer restò in Siberia fino al suo ritorno in Austria nel 1920; finalmente arrivò a Vienna il 14 agosto.
La sua prima pubblicazione, la raccolta di poesie Gassen und Landschaft, apparve nel 1923, seguita dal romanzo Die Bresche nel 1924, ottenendo scarso successo entrambe. Un secondo romanzo, Das Geheimnis des Reichs, fu pubblicato nel 1930. Lo stesso anno sposò Gusti Hasterlik, ma si separarono due anni dopo e divorziarono nel 1938.
Nel 1933 Doderer entrò a fare parte della sezione austriaca del Partito Nazista (NSDAP) e pubblicò diversi racconti sul Deutschösterreichische Tages-Zeitung, un quotidiano molto vicino al partito e che promuoveva il razzismo e l'annessione dell'Austria alla Germania nazista. Nel 1936 si trasferì a Dachau, in Germania, dove incontrò Emma Maria Thoma, che diventò la sua seconda moglie nel 1952. In Germania rinnovò la sua adesione al NSDAP (il Partito Nazista Austriaco era stato bandito nel 1933). Ritornò a Vienna nel 1938, condividendo un appartamento con il famoso pittore Albert Paris Gütersloh. Quell'anno fu pubblicato il suo romanzo L'occasione di uccidere. Si convertì al cattolicesimo nel 1940 a causa della lettura di Tommaso d'Aquino e della sua alienazione dai nazisti, che per alcuni anni era andata crescendo. Nel 1940 Doderer fu anche chiamato nella Wehrmacht e in seguito fu messo in appostamento nella Francia occupata dalla Germania, dove iniziò a lavorare al suo romanzo più famoso, La scalinata (il nome fa riferimento al cosiddetto Strudlhofstiege, una scalinata esterna a Vienna). A causa della cattiva salute poté ritornare dalla Francia nel 1943, prestando servizio nella zona di Vienna, prima di un appostamento finale ad Oslo, alla fine della guerra.
Dopo il suo ritorno in Austria, all'inizio del 1946, gli fu vietato pubblicare per un anno. Continuò a lavorare a La scalinata ma, benché avesse già completato l'opera nel 1948, l'ancora sconosciuto autore fu impossibilitato a pubblicarlo subito. Comunque, quando apparve, nel 1951, ottenne un enorme successo e Doderer si assicurò un posto nella scena letteraria austriaca del dopoguerra. Doderer in seguito ritornò su un progetto anteriore incompleto, Demoni, che fu pubblicato nel 1956 venendo molto acclamato.
Nel 1958 iniziò a lavorare a ciò che avrebbe dovuto essere un romanzo in 4 volumi dal titolo generico di Roman Nr. 7, da considerarsi come controparte della settima sinfonia di Ludwig van Beethoven. Il primo volume, Die Wasserfälle von Slunj, fu dato alle stampe nel 1963; il secondo volume, Der Grenzwald, fu la sua ultima opera, uscita incompleta e postuma nel 1967, perché lo scrittore morì a Vienna di cancro intestinale il 23 dicembre 1966.

## Opere

### Romanzi
- Die Bresche, 1924
- Das Geheimnis des Reichs, 1930
- Ein Mord den jeder begeht, 1938
  - L'occasione di uccidere, trad. Aldo Busi, con una nota di Claudio Magris, Garzanti, Milano, 1983
- Ein Umweg, 1940
- Die erleuchteten Fenster oder die Menschwerdung des Amtsrates Julius Zihal, 1951
  - Le finestre illuminate ovvero come il consigliere Julius Zihal divenne uomo, trad. Clara Bovero, Einaudi, Torino, 1961, Collana I Nuovi Coralli, Einaudi, 1978
- Die Strudlhofstiege oder Melzer und die Tiefe der Jahre, 1951
  - La scalinata, trad. Ervino Pocar, introd. di Margaret Contini, Einaudi, Torino, 1964
- Die Dämonen: Nach der Chronik des Sektionsrates Geyrenhoff, 1956
  - I demoni. Dalla cronaca del caposezione Geyrenhoff, trad. Clara Bovero, Anita Rho, Laura Mancinelli, introd. e nota biobibliografica di Anton Reininger, Collana Gli Struzzi 199, Einaudi, Torino, 1979
- Die Merowinger oder die totale Familie, 1962
- Roman Nr.7/I. Die Wasserfälle von Slunj, 1962
- Roman No. 7/II. Der Grenzwald, 1967, postumo.
- Divertimenti e variazioni, trad. Angela Di Donna, SE, Milano, 1999

### Novellette e racconti
- Das letzte Abenteuer, 1953.
- Die Posaunen von Jericho, 1958.
- Die Peinigung der Lederbeutelchen, 1959.
- Unter schwarzen Sternen, 1966.
- Meine neunzehn Lebensläufe und neun andere Geschichten, 1966.
- Frühe Prosa: Die Bresche; Jutta Bamberger; Das Geheimnis des Reichs, 1968, postumo.
- Die Erzählungen, 1972, postumo.
- The Writing of Heimito von Doderer: Including First English Translations of 'The Strudlhof Steps', 'The Trumpets of Jericho', 'Under Black Stars', 1974.[4]
- A Person Made of Porcelain and Other Stories, 2005, raccolta selezionata di racconti, trad. di Vincent Kling.
- Seraphica; Montefal, due racconti, 2009, postumo.

### Poesia
- Gassen und Landschaft, 1923.
- Ein Weg im Dunkeln, 1957.

### Saggi, diari e lettere
- Der Fall Gütersloh, monografia sul pittore Albert Paris Gütersloh, 1930.
- Grundlagen und Funktion des Romans, 1959.
- Tangenten: Tagebuch eines Schriftstellers 1940 – 1950, 1964.
- Repertorium. Ein Begreifbuch von höheren und niederen, 1969, postumo.
- Die Wiederkehr der Drachen, saggi, 1970, postumo.
- Commentarii 1951 bis 1956: Tagebücher aus dem Nachlaß, 1976, postumo.
- Commentarii 1957 bis 1966: Tagebücher aus dem Nachlaß, 1986, postumo.
- Heimito von Doderer/Albert Paris Gütersloh: Briefwechsel 1928 – 1962, 1986, postumo.
- Die sibirische Klarheit, 1991, postumo.
- Tagebücher 1920 – 1939, 1996, postumo.
- Gedanken über eine zu schreibende Geschichte der Stadt Wien, 1996, postumo.
- Von Figur zu Figur, 1996, postumo.